# Epifani II de Constància
Epifani II de Constància (Epiphanius, Ἐπιφάνιος), fou bisbe de Constància (l'antiga Salamina de Xipre) i metropolità de Xipre. Va ser representat al IV Concili de Constantinoble pel bisbe de Trimithus, que era sufragani seu. Se li atribueixen diversos escrits alguns dels quals es conserven a la Biblioteca de Sant Marc a Venècia i a l'antiga Biblioteca Imperial de Viena encara que alguns podrien ser d'Epifani III.